# Elisheva Weil

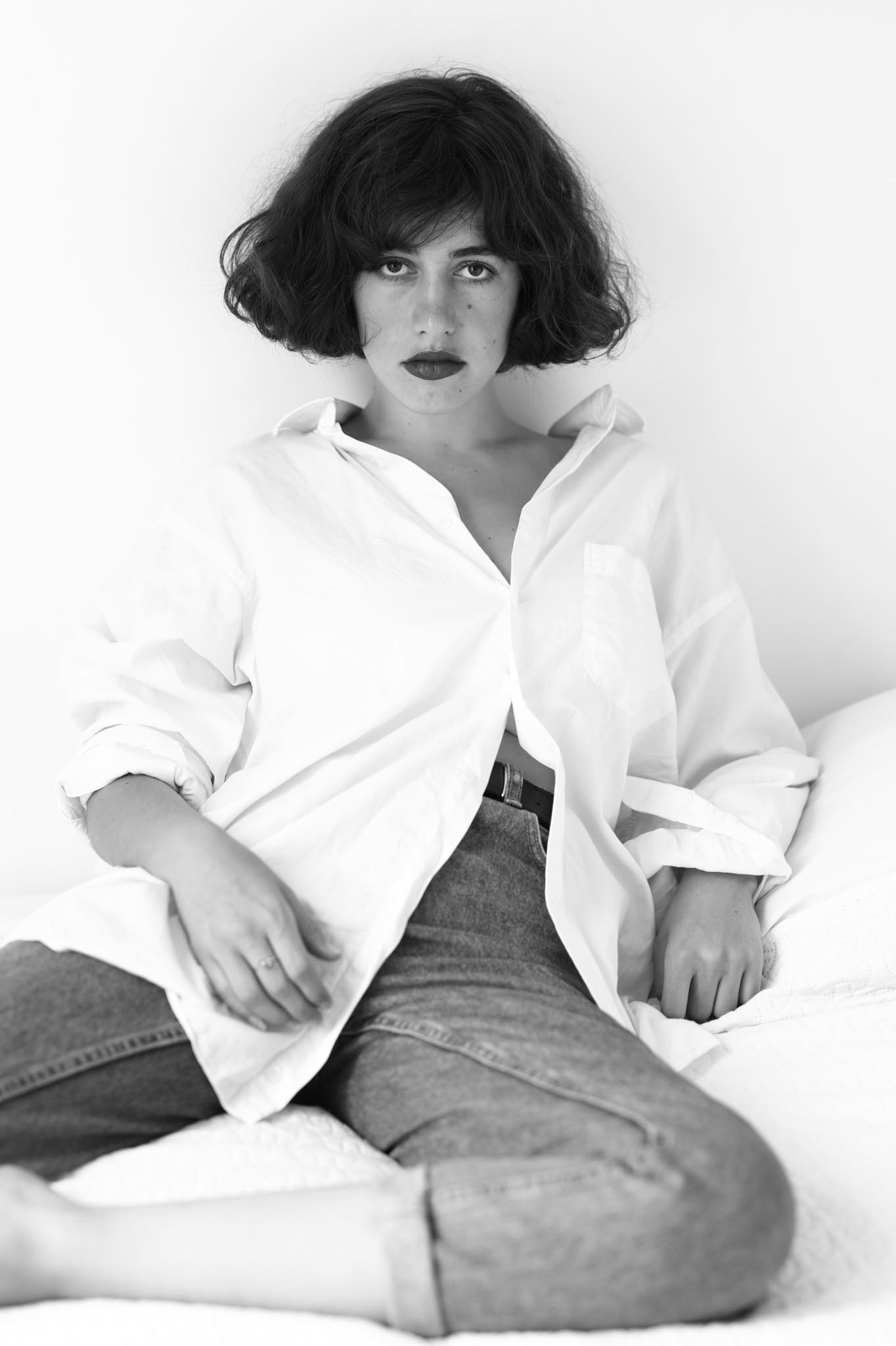
Elisheva Weil

Elisheva Weil (hebräisch אלישבע וייל; * 26. April 1996 in Safed, Israel) ist eine israelische Schauspielerin.

## Leben und Karriere
Weil wurde am 26. April 1996 in Safed geboren. Sie wuchs in einem ultraorthodoxen Haushalt mit elf Geschwistern auf. Im Alter von 13 Jahren lief von zu Hause weg und lebte zwei Jahre lang auf der Straße. Anschließend wurde sie von einer Pflegefamilie aufgenommen. 2013 war sie Absolventin der Schauspielschule Nissan Netiv und 2016 setzte sie ihr Studium an der Kameraschauspielschule „Technique“ fort.
Ihr Debüt gab sie 2019 in einer Folge in Rak LeHayom. Danach bekam sie 2021 in dem Film All Eyes Off Me eine Hauptrolle. Für ihre Leistung gewann sie den Preis für die beste Schauspielerin beim Jerusalem International Film Festival 2021. 2022 wurde Weil für die Serie Shnot HaYareach gecastet. Unter anderem trat sie 2023 in der Serie Corduroy auf. Im selben Jahr spielte sie in dem Film Daniel Auerbach mit.

## Filmografie (Auswahl)
- 2019: Rak LeHayom (Fernsehserie, Episode 1x05)
- 2019: Peaches and Cream
- 2021: All Eyes Off Me
- 2021: Night Visit (Habikur, Kurzfilm)
- 2022: Shnot HaYareach (Fernsehserie, 8 Episoden)
- 2023: Corduroy (Fernsehserie, 2 Episoden)
- 2023: Daniel Auerbach
- 2023: Ten Months
- 2024: A Perfect Circle (Kurzfilm)
- 2024: Border (Kurzfilm)